# David Edward Johnson
David Edward Johnson (Liverpool, Inglaterra; 23 de octubre de 1951 23 de noviembre de 2022) fue un futbolista y entrenador de fútbol inglés que jugaba en la posición de delantero.

## Carrera

### Club
| Periodo   | Club                   |
| --------- | ---------------------- |
| 1969–1972 | Everton FC             |
| 1972–1976 | Ipswich Town FC        |
| 1976–1982 | Liverpool FC           |
| 1982–1984 | Everton FC             |
| 1984      | → Barnsley FC (cedido) |
| 1984      | Manchester City FC     |
| 1984      | Tulsa Roughnecks       |
| 1984–1985 | Preston North End FC   |
| 1985–1986 | Barrow AFC             |
| 1986-1988 | Naxxar Lions FC        |

### Selección nacional
Jugó para Inglaterra de 1975 a 1980 con la que jugó en ocho partidos y anotó seis goles, y participó en la Eurocopa 1980.

### Entrenador
Dirigió al Barrow AFC en la temporada de 1985/86.

## Logros

### Club
Ipswich Town
- Copa Texaco: 1973

Liverpool
- Football League First Division: 1976–77, 1978–79, 1979–80, 1981–82
- Football League Cup: 1981, 1982
- FA Charity Shield: 1976, 1977 (compartido), 1979, 1980
- European Cup: 1976–77, 1977–78, 1980–81
- UEFA Super Cup: 1977

### Individual
- Equipo del Año en la Football League First Division PFA: 1979–80[3]
- Salón de la Fama del Ipswich Town en 2016[4]
- Primer jugador en anotar para ambos equipos en el derbi de Merseyside.[5]